# Königswinter
Königswinter is een stad en gemeente in de Duitse deelstaat Noordrijn-Westfalen, gelegen in de Rhein-Sieg-Kreis. Königswinter ligt aan de Rijn, aan de voet van het Zevengebergte. De gemeente telt 41.122 inwoners (31 december 2020) op een oppervlakte van 76,19 km². Königswinter ligt vlak bij de voormalige Bundeshauptstadt Bonn. Vlak bij de stad liggen de Petersberg en de Drachenfels. Op de eerstgenoemde staat een slot dat in gebruik als een hotel is (Hotel Petersberg). Hier trad onder andere Michael Schumacher in het huwelijk. Talloze staatshoofden verbleven in dit hotel. De top van de Drachenfels is te bereiken door middel van de Drachenfelsbahn en biedt een panoramisch uitzicht over de Rijnvallei.

## Geboren
- Wollie Kaiser (1950), Duits houtblazer

## Overleden
- Jan de Haas (1832-1908), Nederlands kunstschilder
- Henri van Wermeskerken (1882-1937), Nederlands journalist en schrijver
- Herman Van Puymbrouck (1884-1949), Belgisch journalist, Vlaams-nationalist en collaborateur
- Herman Maximilien de Burlet (1883-1957), Nederlands hoogleraar anatoom, patholoog, fysioloog en embryoloog

## Afbeeldingen

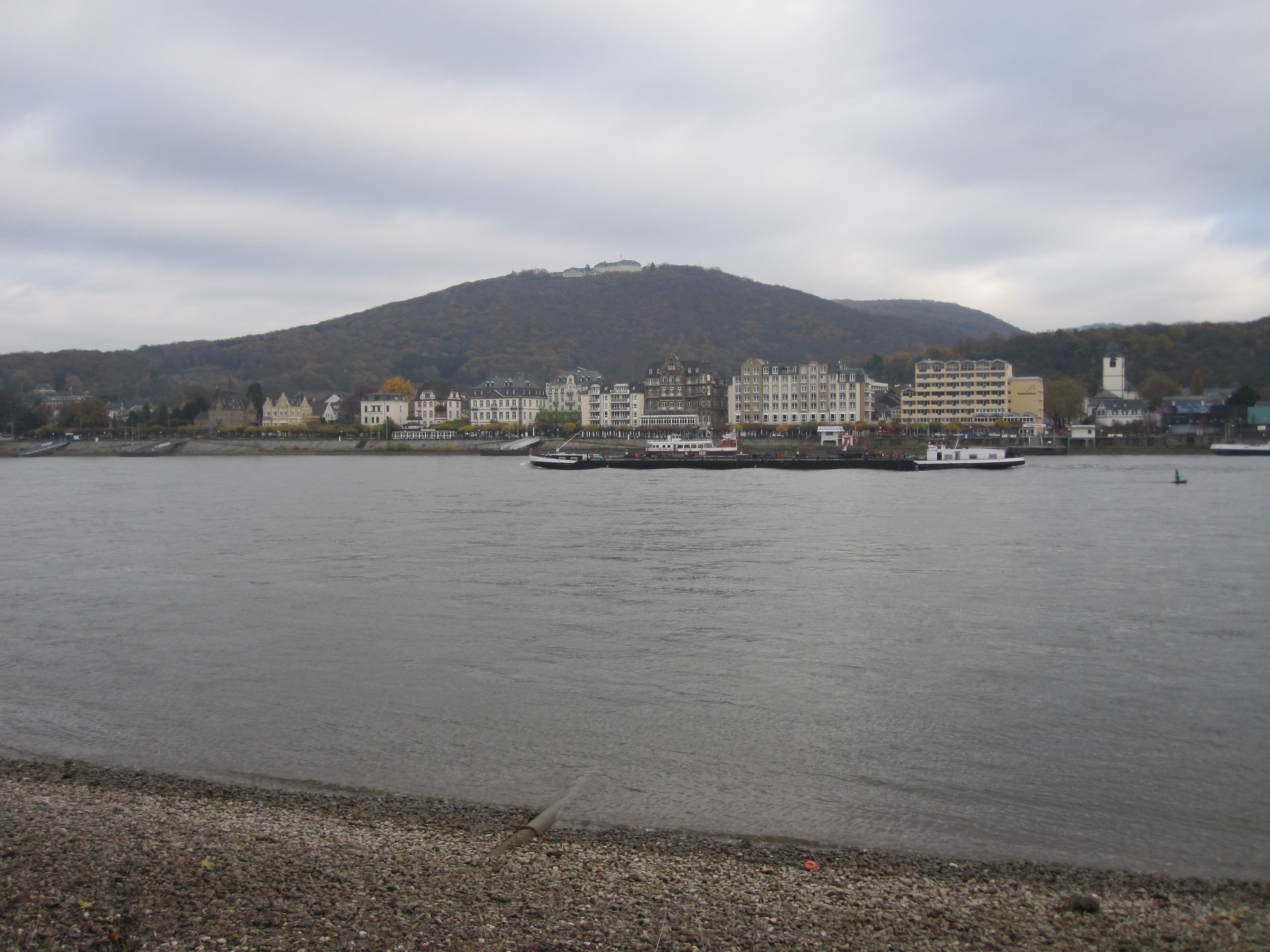
Königswinter met het Siebengebirge vanaf de westoever van de Rijn
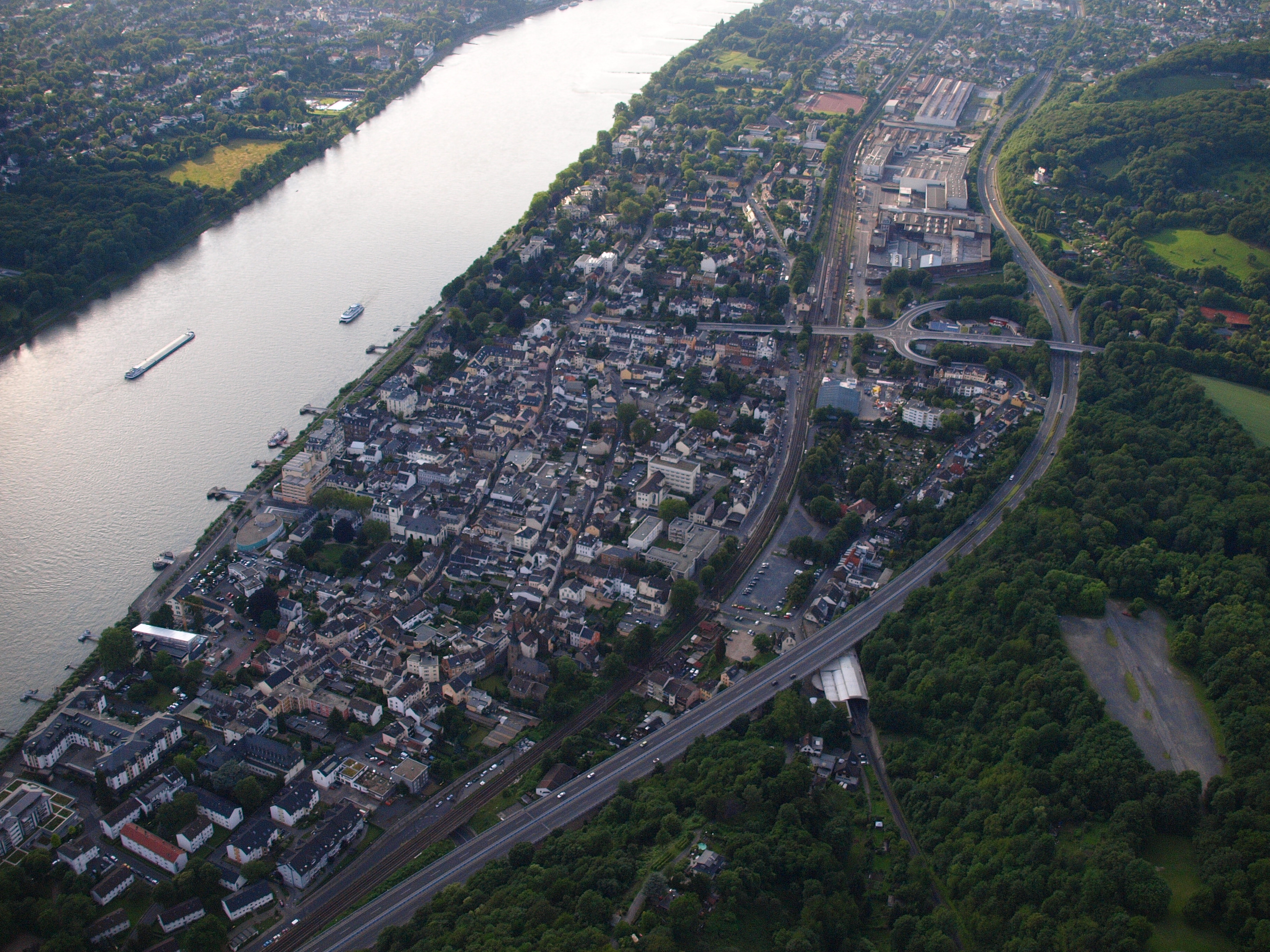
Gezicht op Königswinter
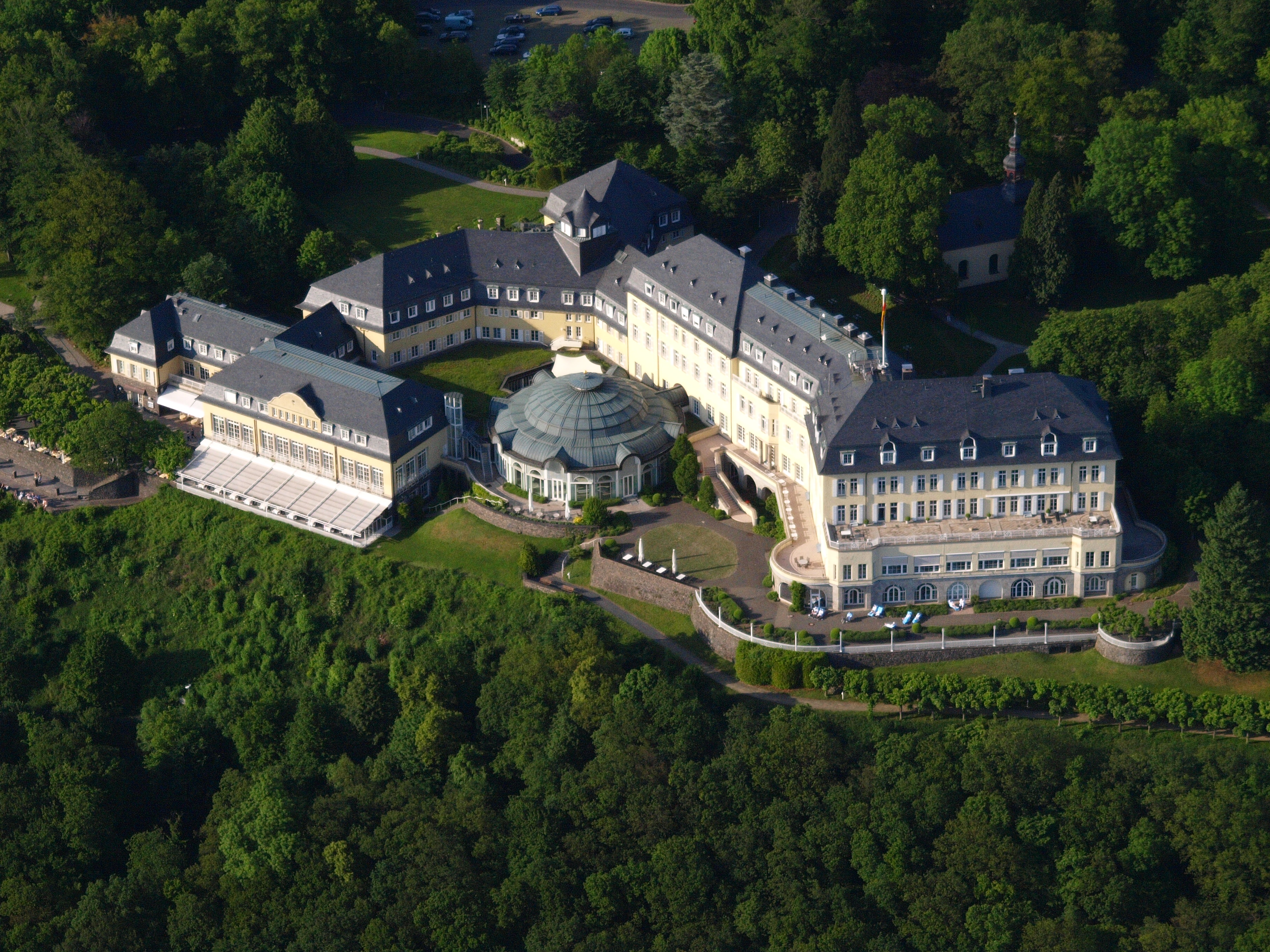
Hotel Petersberg
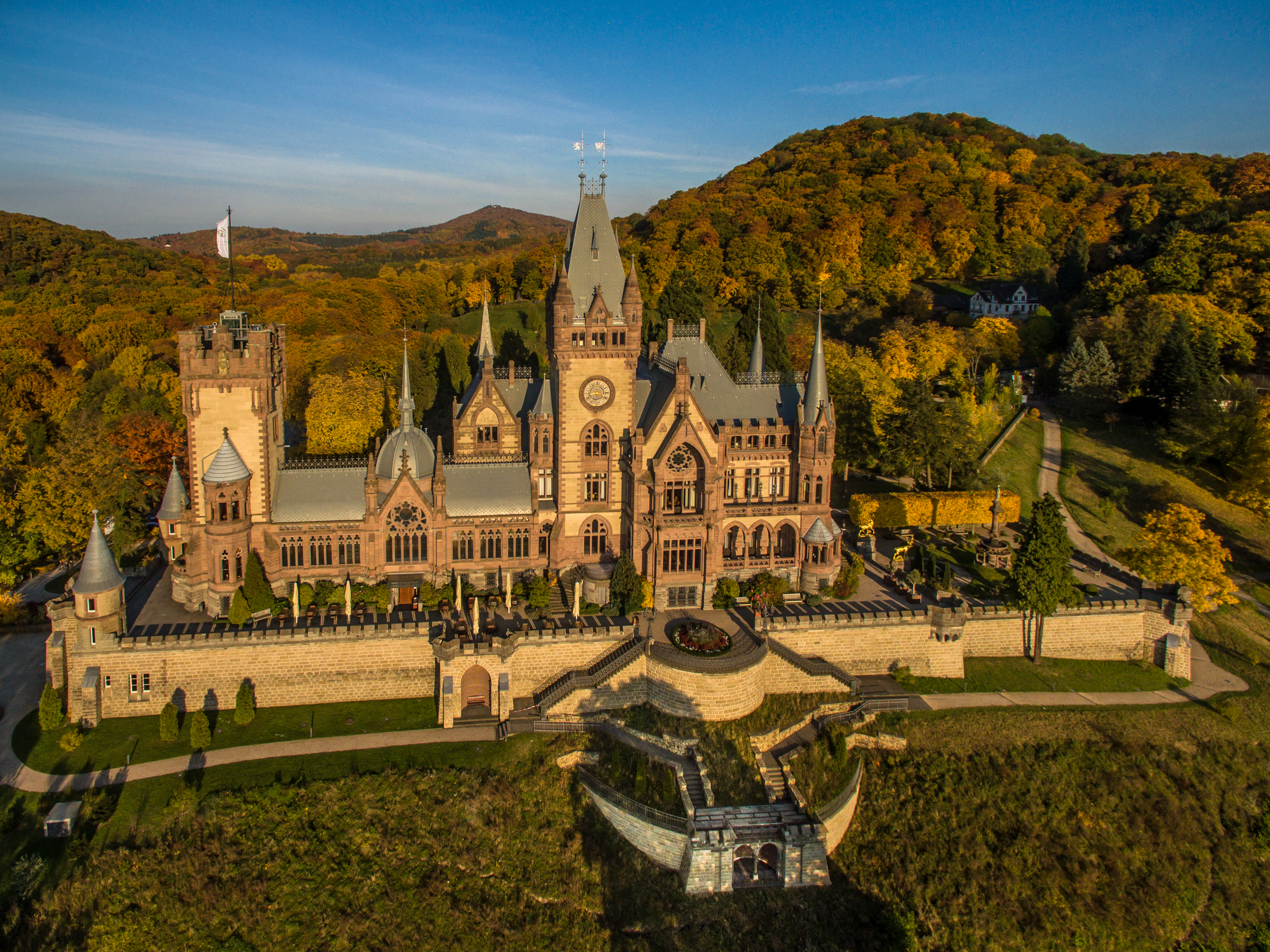
Slot Drachenburg
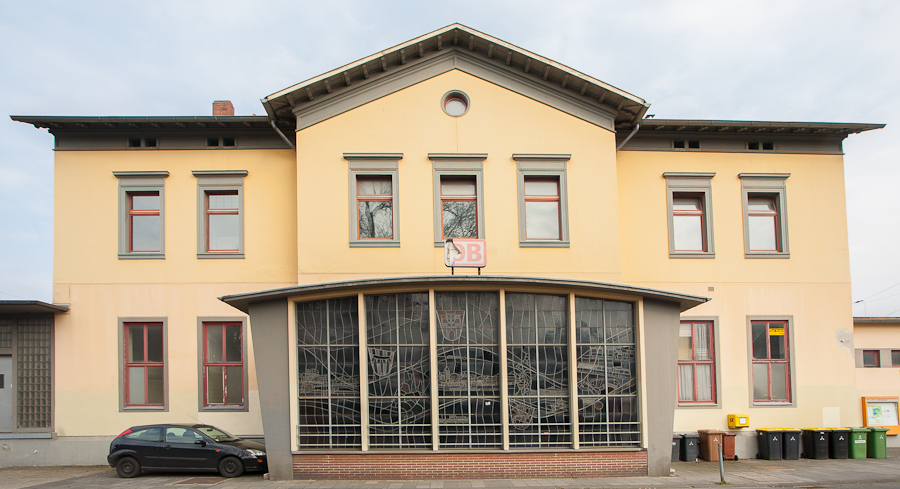
Station
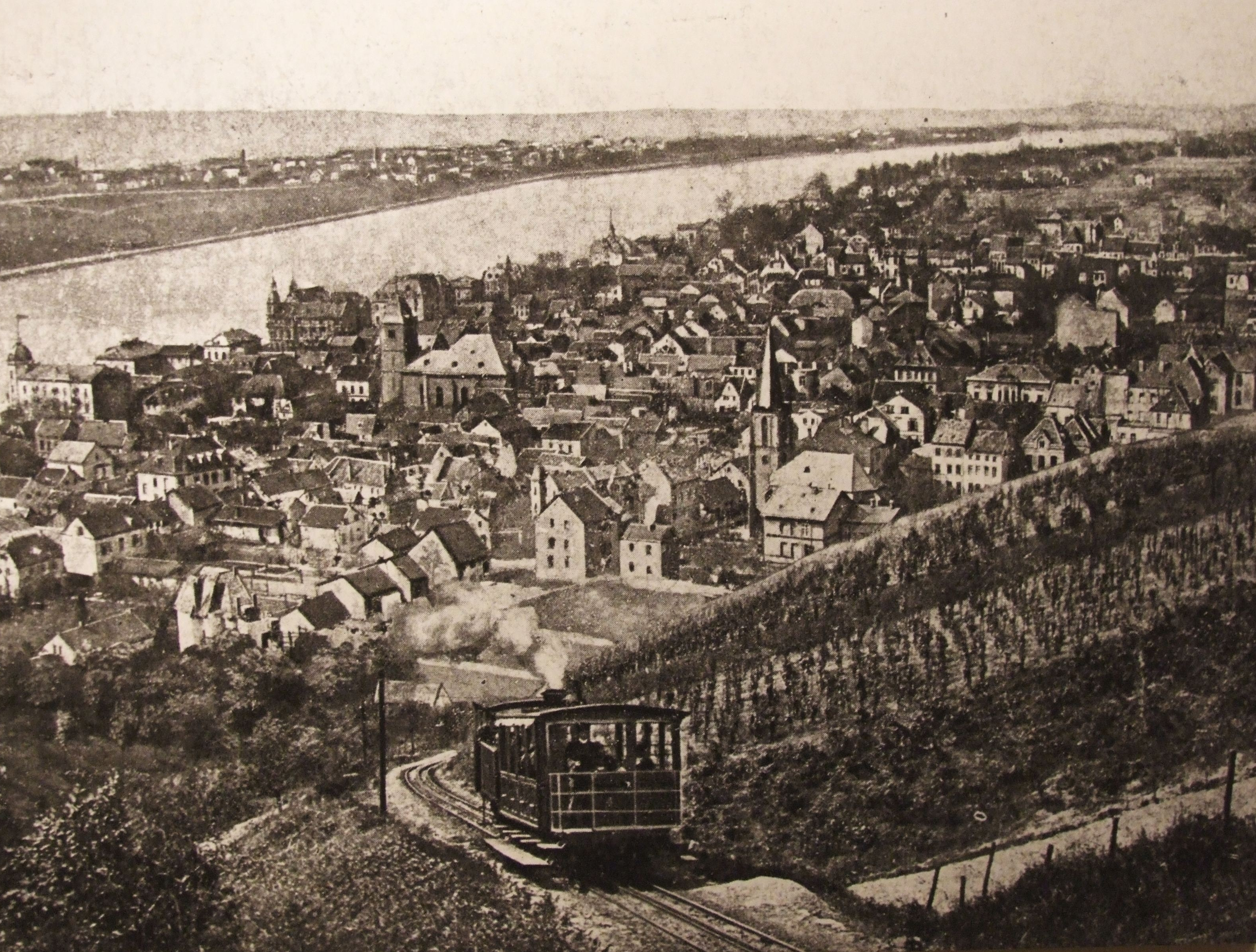
Königswinter met Drachenfelsbahn, circa 1900

Alfter · Bad Honnef · Bornheim · Eitorf · Hennef · Königswinter · Lohmar · Meckenheim · Much · Neunkirchen-Seelscheid · Niederkassel · Rheinbach · Ruppichteroth · Sankt Augustin · Siegburg · Swisttal · Troisdorf · Wachtberg · Windeck